# Oirase-gawa
Le fleuve Oirase (奥入瀬川, Oirase-gawa) est un cours d'eau de la partie est de la préfecture d'Aomori au Japon.

## Géographie
L'Oirase-gawa est le seul fleuve de drainage du lac Towada, grand lac de cratère à la limite des préfectures d'Akita et d'Aomori. Il coule dans une direction généralement orientale, à travers les municipalités de Towada, Rokunohe, Oirase et Hachinohe avant de se jeter dans l'océan Pacifique.
Son cours supérieur forme une gorge pittoresque avec de nombreuses et rapides chutes d'eau qui en font l'une des principales attractions touristiques du parc national de Towada-Hachimantai ; son cours inférieur est largement utilisé pour l'irrigation.